# Gabriele Mainetti
Pour les articles homonymes, voir Mainetti.
Gabriele Mainetti, né le 7 novembre 1976 à Rome, est un réalisateur, acteur, compositeur et producteur de cinéma italien.

## Filmographie partielle

### Au cinéma

#### Comme réalisateur
- 2004 : Il produttore (court-métrage)
- 2005 : Ultima spiaggia (court-métrage)
- 2006 : Basette (court-métrage)
- 2012 : Tiger Boy (court-métrage)
- 2015 : On l'appelle Jeeg Robot (Lo chiamavano Jeeg Robot)
- 2016 : Ningyo (court-métrage)
- 2021 : Freaks Out
- 2025 : La città proibita

## Récompenses et distinctions
- 2012 : Festival européen du film court de Brest : Grand prix pour Tiger Boy
- 2016 : David di Donatello du meilleur réalisateur débutant pour On l'appelle Jeeg Robot
- 2016 : David di Donatello du meilleur producteur pour On l'appelle Jeeg Robot
- 2017 : Festival international de Gerardmer : Prix du jury pour On l'appelle Jeeg Robot (ex æquo avec Under the Shadow de Babak Anvari)